# Messchede
De messchede (Solen marginatus) is een marien tweekleppig weekdier. Een opvallend kenmerk van de messcheden is dat de schelp geheel recht is. Hieraan is hij makkelijk te herkennen. Het oppervlak kent enkele groeilijnen, maar is verder glad.

## Grootte
Deze schelp kan een lengte bereiken tot 140 mm. De breedte is tot 23 mm.

## Kleur
De kleur is geelwit. Strandexemplaren zijn vaak blauwzwart verkleurd. Deze exemplaren zijn fossiel.

## Voorkomen
De schelp is vrij zeldzaam tot plaatselijk vrij algemeen op stranden van Zeeland, Zuid-Holland en de Waddeneilanden. Vrijwel al het Nederlandse strandmateriaal is van fossiele herkomst. Deze fossielen zijn alle afkomstig uit de vorige warme periode, het Eemien, ongeveer 120.000 jaar geleden.
Op de stranden tussen Koksijde en de Franse grens, alsook op de stranden ter hoogte van Bredene, Vosseslag, en De Haan, spoelt deze soort vrij regelmatig aan. Ze wordt daar ook in de kustwateren nu en dan opgevist.